# Sommer-Paralympics 2008/Teilnehmer (Ghana)
| stlisierte Goldmedaille | stlisierte Silbermedaille | stlisierte Bronzemedaille |
| ----------------------- | ------------------------- | ------------------------- |
| —                       | —                         | —                         |

Ghana trat bei den Sommer-Paralympics 2008 im chinesischen Peking mit  zwei Sportlern an. Die Fahne beim Einmarsch der Mannschaften trug Nkegbe Botsyo. Beide schieden jeweils in ihren Vorläufen aus.

## Leichtathletik
Männer
- Nkegbe Botsyo

Frauen
- Ajara Busonga Mohammed